# Théâtre russe de Tallinn
Le Théâtre russe de Tallinn (estonien : Vene Teater) est un théâtre de Tallinn en Estonie.

## Historique

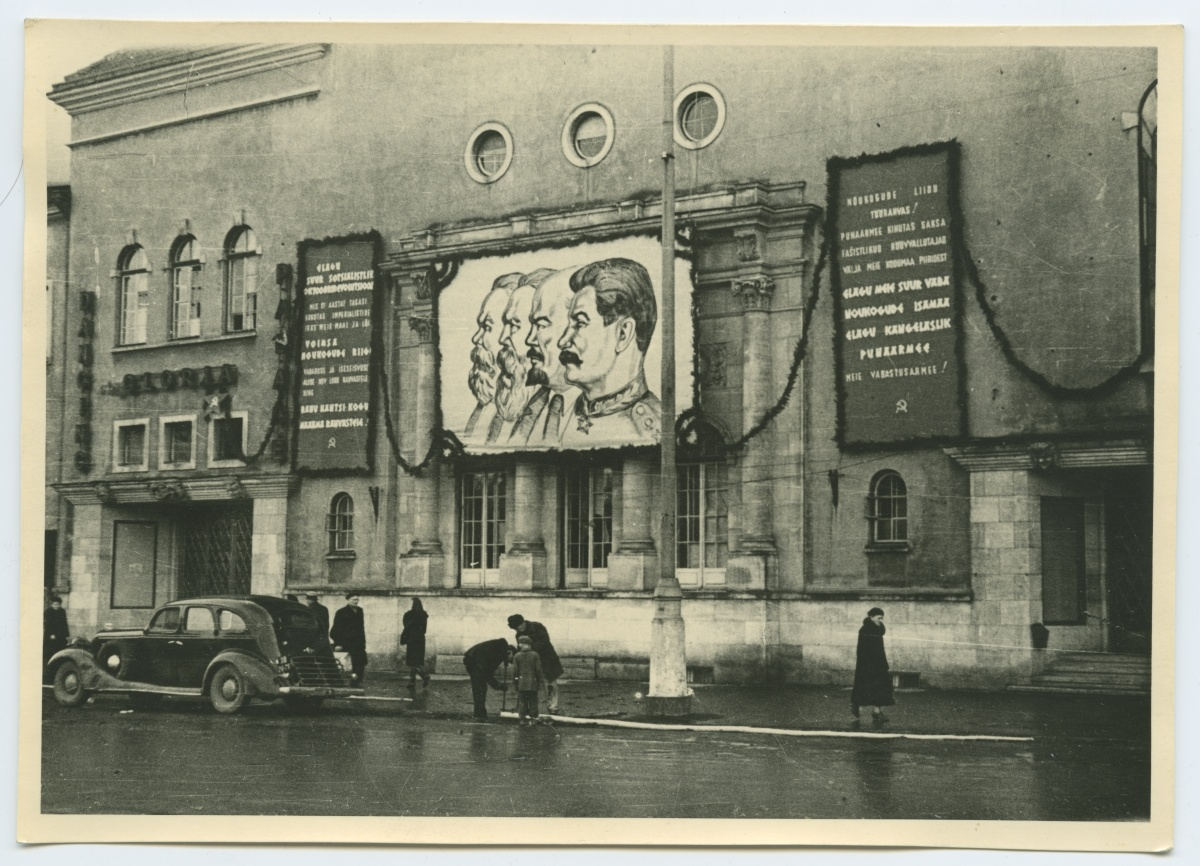
Façade du théâtre Gloria Palace en 1944.

Il est fondé le 15 décembre 1948, d'après l'ordre du Comité des arts du Conseil des ministres de l'URSS. L'ancien nom est le théâtre dramatique russe d'État de la république socialiste soviétique d'Estonie. Le seul théâtre professionnel du pays où les représentations sont données en russe. La base de la troupe se composait de diplômés de GITIS (maintenant RATI), élèves du professeur Vladimir Belokourov. On installe le théâtre dans l'ancien bâtiment du cinéma "Gloria Palace", construit par le producteur de films Leon Feinstein sur la Place de la Liberté de Tallinn en 1926, d'après le projet d'architecte Frīdrihs Kārlis Skujiņš (1880-1957). Les deux salles de spectacle offrent respectivement 620 et 100 places de spectateurs. 